# دنزل ويليام
دنزل ويليام (بالإنجليزية: Denzil Hale)‏ (9 أبريل 1928 في المملكة المتحدة - 14 يوليو 2004 في المملكة المتحدة) هو لاعب كرة قدم بريطاني في مركز الهجوم. لعب مع نادي بريستول روفيرز ونادي باث سيتي وClevedon Town F.C. ‏.